# Eucrostes pulchra
Eucrostes pulchra là một loài bướm đêm trong họ Geometridae.